# زمین‌لرزه ۱۹۵۹ کامچاتکا
زمین‌لرزه کامچاتکا در تاریخ ۴ مه ۱۹۵۹ میلادی، برابر با ‎۱۳ اردیبهشت ۱۳۳۸، ساعت ۷:۱۵:۴۶ به زمان یوتی‌سی در روسیه، منطقه شبه جزیره کامچاتکا رخ داد. ژرفای این زلزله ۳۵ کیلومتر بود. بزرگی آن ۸ در مقیاس Mw اعلام شده‌است. زمین‌لرزه به وقت محلی در روز دوشنبه، ساعت ۱۹ روی داده و منطقه زمانی آن یوتی‌سی +۱۲ بوده‌است (با لحاظ تغییر ساعت تابستانی).
سازمان زمین‌شناسی آمریکا نیز جای این زمین‌لرزه را در مختصات ۵۲°۳۰′شمالی ۱۵۹°۳۰′شرقی / ۵۲٫۵°شمالی ۱۵۹٫۵°شرقی و بزرگی آنرا برابر با ۸٫۲ در مقیاس ریشتر اعلام کرده‌است. ژرفای گزارش شده از سوی این سازمان ۶۰ کیلومتر می‌باشد.
شمار کشتگان زلزله حدود ۱ نفر بوده‌است. تعداد زخمیان ۱۳ نفر برآورده شده‌است. سونامی نیز در این زلزله گزارش شده‌است.